# Lewis Askey
Lewis Askey (født 4. maj 2001 i Cannock) er en cykelrytter fra England, der kører for Fejl i Modul:Cykelhold: Wikidata-entitet ikke angivet..
Den 8. maj 2025 vandt han sin første professionelle sejr, da han kom først over målstregen ved det franske éndagsløb Boucles de l'Aulne.